# Chiesa di Santa Maddalena
La Chiesa di Santa Maddalena (in tedesco St. Magdalena zu Moos o Mooskirche) è un edificio religioso in località Moso, a Villabassa. La chiesa si trova lungo un sentiero che conduce a Monguelfo, immersa in un paesaggio naturale che ne sottolinea l'importanza storica e spirituale .

## Storia
La chiesa fu edificata nel 1490 per volere della contessa Paola di Gonzaga, moglie del marchese Leonardo di Gorizia . L'intento della contessa era quello di erigere un luogo di culto che integrasse la tradizione cristiana con il significato simbolico e naturale del luogo, già utilizzato in epoche precedenti per celebrazioni dedicate alla "Madre Terra" .

## Architettura e arte
L'edificio presenta elementi architettonici risalenti al tardo gotico e al primo barocco . L'altare paleobarocco, costruito intorno al 1600, costituisce uno degli elementi principali della chiesa . Particolarmente rilevante è la tavola in rilievo in stile tardogotico che raffigura i Tre Re Magi, opera attribuita a Michael Parth e risalente al 1520 circa .
Un altro elemento di interesse è l'antico organo, realizzato da Franz Köck tra il 1661 e il 1719, che rappresenta uno dei migliori esempi di organaria storica conservati nell'Alto Adige .

## Significato spirituale
Il luogo dove sorge la chiesa era anticamente dedicato a culti pagani, in particolare alla Madre Terra, simbolo della fertilità e dell'armonia con la natura . Il passaggio alla tradizione cristiana ha mantenuto il valore simbolico del luogo, associando la figura di Maria Maddalena al suolo e alla terra, in connessione con l'aspetto spirituale della redenzione .